# Station Pelplin
Station Pelplin is een spoorwegstation in de Poolse plaats Pelplin.